# Ján Haško
Ján Haško (26. března 1916 Mudrovce – 28. září 1972 Rankovce) byl slovenský a československý politik, poválečný poslanec Ústavodárného Národního shromáždění za Demokratickou stranu. Po únorovém převratu v roce 1948 jeden ze zakladatelů a dlouholetý politik Strany slovenské obrody, která byla loajálním spojencem komunistického režimu. Zasedal za ni v Národním shromáždění republiky Československé, Národním shromáždění Československé socialistické republiky a ve Sněmovně lidu i Sněmovně národů Federálního shromáždění.

## Biografie
Vystudoval měšťanskou školu v Košicích. Po svatbě se z rodné vesnice přestěhoval do obce Rankovce, kde pak trvale žil. Byl aktivní ve Svazu rolnické mládeže a Sdružení evangelické mládeže. V roce 1945 se za Demokratickou stranu stal členem Okresního národního výboru v Košicích. Po založení JZD byl jeho prvním předsedou.
V parlamentních volbách v roce 1946 usedl za Demokratickou stranu do Ústavodárného Národního shromáždění. Po únoru 1948 patřil ke skupině funkcionářů Demokratické strany, která ji ovládla, transformovala na Stranu slovenské obrody a přimkla k vládnoucímu režimu. V parlamentních volbách v roce 1948 byl zvolen ve volebním kraji Košice do Národního shromáždění, nyní již za Stranu slovenskej obrody. Mandát získal i v parlamentních volbách v roce 1954. Znovu se do nejvyšších zákonodárných sborů vrátil po parlamentních volbách v roce 1964, kdy se stal poslancem Národního shromáždění Československé socialistické republiky. Setrval zde do roku 1968 a pak po federalizaci Československa zasedal v letech 1969–1971 ve Sněmovně lidu Federálního shromáždění. Ve volbách v roce 1971 byl zvolen do Sněmovny národů Federálního shromáždění.
K roku 1954 se profesně uvádí jako soukromý rolník v obci Rankovce.
Během pražského jara v roce 1968 zaujal vyčkávací pozici a čelil tlaku části členské základny na obnovu samostatné politiky, nesvázané tolik s linií KSČ. Po invazi vojsk Varšavské smlouvy do Československa pak bylo toto opoziční stranické křídlo politicky zničeno a vytlačeno ze strany.